# Pavel Maslov
Pavel Ievgueniévitch Maslov (en russe : Павел Евгеньевич Маслов) est un footballeur russe né le 14 avril 2000 à Tioumen. Il évolue au poste de défenseur.

## Biographie

### Carrière en club

#### Formation et débuts au FK Tioumen (2016-2018)
Natif de Tioumen et fils du célèbre footballeur local Ievgueni Maslov, Pavel Maslov intègre durant sa jeunesse les équipes de jeunes du FK Tioumen où travaille son père et joue alors au poste d'attaquant. En 2011, à l'âge de onze ans, il est repéré par le CSKA Moscou lors d'un tournoi à Omsk et rejoint dans la foulée le centre de formation du club, se reconvertissant progressivement comme défenseur latéral. Après trois ans et demi à Moscou, il fait son retour dans sa ville natale en 2015.
Réintégrant rapidement le FK Tioumen, Maslov fait ses débuts professionnels sous ces couleurs le 16 mars 2016 contre le Baïkal Irkoutsk dans le cadre du championnat de deuxième division, devenant alors le plus jeune joueur de l'histoire de la compétition à l'âge de 15 ans et 337 jours,,. Il fait ensuite six autres apparitions durant le restant de l'exercice 2015-2016. Au cours des années qui suivent, il devient progressivement un titulaire régulier au sein de la défense, cumulant en tout 54 matchs joués entre 2016 et 2018.

#### Spartak Moscou (depuis 2018)
Ses performances lui valent d'être repéré par le Spartak Moscou qui le recrute finalement durant le mois de juin 2018. Il fait rapidement ses débuts sous les couleurs de l'équipe dès le 26 septembre suivant face au Tchernomorets Novorossiisk en Coupe de Russie mais passe le reste de la saison 2018-2019 au sein du club-école du Spartak-2 au deuxième échelon où il s'impose immédiatement comme titulaire en tant que défenseur latéral ou central, inscrivant même son premier but le 20 avril 2019 face au Mordovia Saransk à l'occasion d'une victoire 4-0.
Après avoir passé le début de l'exercice 2019-2020 avec le Spartak-2, Maslov intègre de manière pérenne l'équipe première du club au début d'année 2020 et s'impose au sein de la défense centrale pour la fin de saison, enchaînant neuf titularisations d'affilée en autant de rencontres de championnat après la blessure d'Ilia Koutepov,. Son contrat est prolongé en parallèle jusqu'en 2024.

### Carrière internationale
Appelé à partir de 2017 au sein des équipes de jeunes de la sélection russe, Maslov prend notamment part aux éliminatoires pour le championnat d'Europe des moins de 19 ans de 2019, pour laquelle la Russie échoue à se qualifier, puis pour celles de l'Euro espoirs de 2021 où sa sélection accède cette fois à la phase finale. Il est par la suite retenu dans la liste finale pour disputer la phase de groupes de la compétition et prend part à deux rencontres contre l'Islande (victoire 4-1) puis la France (défaite 0-2) mais est suspendu pour le match face au Danemark pour accumulation de cartons jaunes. Cette dernière confrontation s'achève sur une nouvelle défaite des siens sur le score de 3-0 et marque la fin du parcours russe dans le tournoi.

## Statistiques
| Saison                | Club                  | Championnat           | Championnat | Championnat | Coupe(s) nationale(s) | Coupe(s) nationale(s) | Total | Total |
| Saison                | Club                  | Division              | M.          | B.          | M.                    | B.                    | M.    | B.    |
| 2015-2016             | FK Tioumen            | D2                    | 7           | 0           | -                     | -                     | 7     | 0     |
| 2016-2017             | FK Tioumen            | D2                    | 16          | 0           | 1                     | 0                     | 17    | 0     |
| 2017-2018             | FK Tioumen            | D2                    | 29          | 0           | 1                     | 0                     | 30    | 0     |
| 2018-2019             | Spartak Moscou        | D1                    | -           | -           | 1                     | 0                     | 1     | 0     |
| 2018-2019             | Spartak-2 Moscou      | D2                    | 28          | 1           | -                     | -                     | 28    | 1     |
| 2019-2020             | Spartak-2 Moscou      | D2                    | 21          | 1           | -                     | -                     | 21    | 1     |
| 2019-2020             | Spartak Moscou        | D1                    | 9           | 0           | 1                     | 0                     | 10    | 0     |
| 2020-2021             | Spartak Moscou        | D1                    | 25          | 0           | 3                     | 0                     | 28    | 0     |
| 2021-2022             | Spartak Moscou        | D1                    | -           | -           | -                     | -                     | 0     | 0     |
| 2022-2023             | Spartak Moscou        | D1                    | 9           | 1           | 5                     | 0                     | 14    | 1     |
| Total sur la carrière | Total sur la carrière | Total sur la carrière | 144         | 3           | 12                    | 0                     | 156   | 3     |